# 卡洛斯·索尔查加
卡洛斯·索尔查加·卡塔兰（西班牙語：Carlos Solchaga Catalán，1944年3月28日—）是西班牙经济学家，企业家，政治家。

## 生平
1944年出生于纳瓦拉地区塔法利亚。1966年获得马德里康普顿斯大学经济学与商学学位。1971年获得麻省理工学院硕士学位。
毕业后在西班牙銀行工作。1976年至1979年在比斯开银行经济助理、顾问。1979年至1980年在巴斯克地方议会担任贸易部长。1980年至1995年担任西班牙众议院议员，代表纳瓦拉选区。作为西班牙工人社会党党员，他支持建立新自由主义经济体系，但同时也是党内的右派分子。
1982年工人社会党在大选中获胜后，他出任冈萨雷斯内阁的工业与能源大臣。在1985年7月的内阁改组中，他被替换为经济和财政大臣。
受西班牙银行行长马里亚诺·卢比奥丑闻的影响，索尔查加于1993年7月辞职。他的职位由佩德罗·索尔韦斯接替。1993年7月，他成为工人社会党在众议院发言人。但由于和党内主流意见存在分歧，他甚至在1994年退党。
他还曾在1991年短暂担任國際貨幣基金組織临时委员会主席。任期于1993年9月结束。
之后，他还担任过欧美基金会主席，以及索菲娅王后国家艺术中心博物馆副主席。他还是普利沙集团和伦塔公司的董事会成员。

## 荣誉
- 大十字级卡洛斯三世勋章（1993年）[14]
- 大十字级智者阿方索十世勋章（2017年）[15]